# Leipziger literarischer Herbst
Der Leipziger literarische Herbst ist ein Literaturfestival in Leipzig. Es findet jährlich im Oktober statt. Im Zeitraum von etwa einer Woche sind literarische und kulturpolitische Begegnungen zu erleben, in deren Diskussionsforen nationale und internationale Autoren an verschiedenen Orten innerhalb der Stadt lesen und sich im Diskurs zu wichtigen und aktuellen Themen austauschen.

## Geschichte
Gegründet wurde der Leipziger literarische Herbst 1991 von aktiven Vorstandsmitgliedern des Verbands deutscher Schriftsteller (VS) in den IG Medien und bis 2003 wurde er jährlich veranstaltet. Wichtigstes Motiv war es, ein Forum der Begegnung zu gründen, das Literatur- und Kulturschaffenden die kritische Auseinandersetzung mit drängenden Problemen und Fragen der Gegenwart ermöglicht. Aufgrund des Rückzugs der öffentlichen Förderer aus der Finanzierung wurde das Festival 2003 eingestellt und erst 2009 unter dem Namen „textenet“ wiederbelebt. Nach der erfolgreichen Wiederaufnahme wird das Lesefestival seit 2010 wieder offiziell unter dem Namen „Leipziger literarischer Herbst“ geführt.
Die folgende Liste enthält alle Leipziger literarischen Herbste mit Thematik, leitenden Organisationen und Personen in chronologischer Reihenfolge.
| Jahr | Thematik                                                   | Federführende Organisation                       | Projektleitung                              |
| ---- | ---------------------------------------------------------- | ------------------------------------------------ | ------------------------------------------- |
| 1991 | 1. Poetik des Widerstandes                                 | VS Sachsen                                       | Hubert Witt                                 |
| 1992 | 2. Schreiben heute                                         | Kulturamt Stadt Leipzig Friedrich Ebert Stiftung | verantwortliche Mitarbeiter                 |
| 1993 | 3. Deutschland in Europa                                   | VS Sachsen                                       | Hubert Witt                                 |
| 1994 | 4. Kinder. Jugend. Welt                                    | Friedrich-Bödecker-Kreis Sachsen                 | Roswitha Kuhnert                            |
| 1995 | 5. Generationen                                            | VS Sachsen                                       | Hubert Witt                                 |
| 1996 | 6. Eva und Adam                                            | VS Sachsen                                       | Regine Möbius                               |
| 1997 | 7. Passagen                                                | Freie Akademie der Künste                        | Ingrid Czechowski, Peter Geist              |
| 1998 | 8. Fantastische Aussichten                                 | Freie Literaturgesellschaft                      | Friedemann Berger, Steffen Mohr             |
| 1999 | 9. Im fliegenden Wechsel: Schreiben                        | Kulturamt Stadt Leipzig                          | Alexander Korund, Sibille Tröml. Jan Zänker |
| 2000 | 10. laut&stil.le                                           | Kulturamt Stadt Leipzig                          | Christian Hussel                            |
| 2001 | 11. Eingeboren – Ausgezogen                                | Kulturamt stadt Leipzig                          | Thomas Wegmann                              |
| 2002 | 12. Beziehungsweise verwandt                               | Kulturamt stadt Leipzig                          | Thomas Wegmann                              |
| 2009 | 13. textenet                                               | VS Sachsen                                       | Steffen Birnbaum, Bertram Reinecke          |
| 2010 | 14. Sind wir Ost oder West?                                | VS Sachsen                                       | Steffen Birnbaum, Ralf Pannowitsch          |
| 2011 | 15. Mittelpunkt Literatur – Deutschland und seine Nachbarn | VS Sachsen                                       | Steffen Birnbaum, Regine Möbius             |
| 2012 | 16. Ausblicke – Was lesen wir morgen?                      |                                                  |                                             |
| 2013 | 17. Vordenken über Europa                                  |                                                  |                                             |
| 2014 | 18. WEST-ÖSTLICHER DIVAN: 25 Jahre Friedliche Revolution   |                                                  |                                             |
| 2015 | 19. Leipzig Livre – Leipzig 1000                           |                                                  |                                             |

Seit der Wiederaufnahme des Lesefestes im Jahr 2009 gehörten internationale und nationale Autoren wie Jonathan Franzen, Dorothee Elmiger, Mario Levi, Helle Helle, Boualem Sansal, Volker Braun, Katja Lange-Müller, Thomas Rosenlöcher, Artur Becker, John von Düffel und Rosa von Praunheim zum Programm des Leipziger literarischen Herbstes.

## Organisation und Finanzierung
Veranstalter des Lesefestes ist seit 1991 der Verband deutscher Schriftsteller (VS) in ver.di – Landesverband Sachsen in wechselnder Zusammenarbeit mit der Friedrich-Ebert-Stiftung, dem Friedrich-Bödecker-Kreis, der Freien Akademie der Künste zu Leipzig, der Freien Literaturgesellschaft, dem Autorensyndikat und seit 2010 mit dem Kulturwerk deutscher Schriftsteller in Sachsen e. V., unterstützt von Vereinen, Verlagen, literarischen Multiplikatoren und Verbänden. Finanziert wird der Leipziger literarische Herbst durch öffentliche Mittel des städtischen Kulturamtes und der sächsischen Kulturstiftung. Mitwirkende Partner sind u. a. die Leipziger Volkszeitung, der Sächsische Literaturrat, der MDR, die Moritzbastei und das Literaturhaus Leipzig.
Die Projektleitung des Leipziger literarischen Herbstes besteht aus einer Doppelspitze. Der ständige Projektleiter ist seit 2010 der Schriftsteller Steffen Birnbaum. Die wechselnde Projektleitung nahm im Jahr 2010 der Übersetzer Ralph Pannowitsch und im Jahr 2011 die Schriftstellerin Regine Möbius ein. Für den 22. Leipziger literarischen Herbst 2018 übernahm die Literaturübersetzerin Franka Reinhart die Co-Projektleitung.